# Гарц (національний парк)
Національний парк Гарц (німецька Nationalpark Harz) — природний заповідник у німецьких федеральних землях Нижня Саксонія та Саксонія-Ангальт. Він включає частини західного гірського масиву Гарц, що простягається від Герцберга та Бад-Лаутерберга на південному краю до Бад-Гарцбурга та Ільзенбурга на північних схилах. 95 % території вкрито лісами, переважно ялиновими та буковими, є декілька боліт, гранітних скель та струмків. Парк є частиною мережі Natura 2000 Європейського Союзу.
Оскільки колишній кордон НДР і ФРН проходив через Гарц, значні частини хребта були закритими територіями, незалученими до господарської діяльності протягом десятиліть. Сьогодні парк охоплює частини районів Гослар, Геттінген і Гарц.
До рідкісних тварин національного парку Гарц належать пронурок біловолий, чорний лелека, сапсан, європейський дикий кіт і особливо євразійська рись. Останню рись у горах Гарцу застрелили в 1818 році, але з 1999 року діє проєкт реінтродукції тварин і з 2002 року народилося кілька диких рисей. На жаль, спроба повернути глушця не увінчалася успіхом.

## Географія

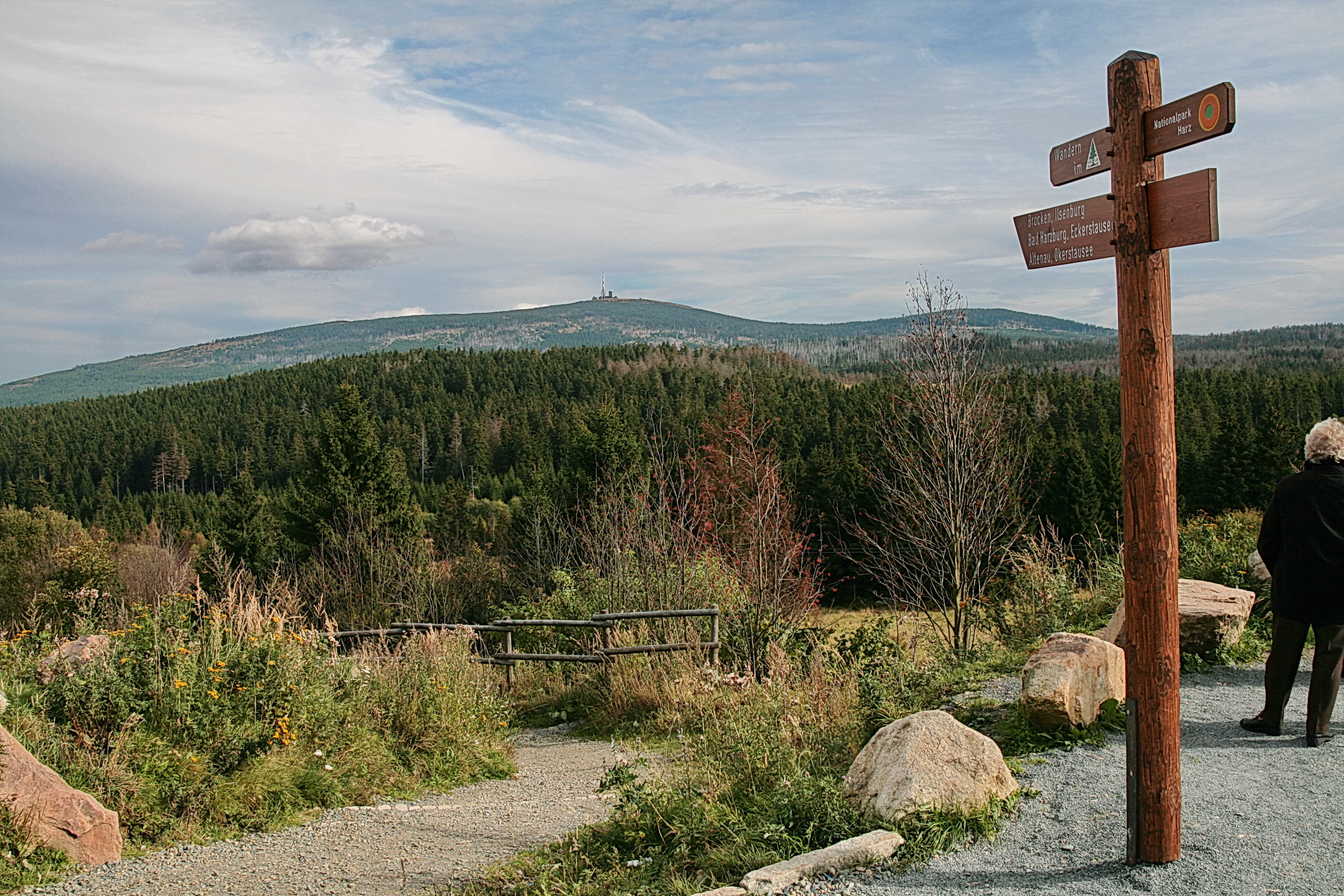
Вид з Торфгауза на Брокен

24 700 гектарів національного парку Гарц займають близько 10 відсотків загальної площі гірського масиву Гарц, парк розташований у його західній частині і простягається від Вернігероде та Ільзенбурга на півночі до Герцберга та Бад-Лаутерберга на півдні. Середня висота на околицях парку становить близько 230 м вище рівня моря на півночі та 270 м на півдні та піднімається до 1141 м на вершині Брокен.
У національному парку беруть свій початок кілька річок, зокрема Боде, Одер та Ільза, притока Окера. Води Одера, що течуть на південь, збираються в історичному водосховищі Одертайх, заповненому в 1722 році. Найвищі гори — Брокен, Брухберг і Ахтерманн.

## Історія
Нинішній Національний парк Гарц утворено 1 січня 2006 року внаслідок злиття однойменного парку в Нижній Саксонії та Національного парку Верхній Гарц (Nationalpark Hochharz) у Саксонії-Ангальт. Після їхнього злиття головою цієї великої природоохоронної території став Андреас Пуш (Andreas Pusch).
Національний парк Верхній Гарц засновано в межах програми національних парків НДР 1 жовтня 1990 року, за два дні до возз'єднання Німеччини. Парк охоплював значні частини східного Гарца, включно з горою Брокен, його територія характеризувалася відносно добре збереженим природним середовищем, рослинним і тваринним розмаїттям, головним чином завдяки його розташуванню в прикордонні. За часів Німецької Демократичної Республіки Брокен був доступний до 1961 року, але з 13 серпня 1961 року він став забороненою територією — це означало, що туристи більше не могли його відвідувати. У середині 1980-х років у Гарці з'явилися перші проблеми, такі як короїд і грибкові ураження. На хвилі оптимізму в часи возз'єднання саме ці проблеми спонукали до створення природоохоронної зони. 1 січня 1991 року у Вернігероде створили штаб-квартиру національного парку під керівництвом Губертуса Главача. Наступником Главача став Петер Гафферт, який керував східним парком від 1995 року до його злиття з Національним парком Гарц 1 січня 2006 року.
Нижньосаксонську частину парку утворено 1 січня 1994 року після чотирьох років підготовки. Її батьком-засновником був доктор Вольф-Еберхард Барт. І хоч проєкт об'єднаного національного парку обговорювався незабаром після возз'єднання обох держав, минуло ще дванадцять років, перш ніж парки об'єднали.
Нині Гарц належить до європейської парасолькової організації EUROPARC Federation, федерації національних парків, біосферних заповідників і природних парків і її німецької секції, EUROPARC Deutschland. Співпраця парків у межах цієї організації стосується, зокрема, обміну інформацією, стажувань, інших освітніх програм та зв'язків з громадськістю.
У 2005 році національний парк включили до Європейської хартії сталого туризму в природоохоронних територіях.
Станом на 31 грудня 2007 року в національному парку працювали 188 співробітників, 59 з яких у головному офісі національного парку у Вернігероде або його аванпості в Санкт-Андреасберзі. А 40 співробітників, відомі як рейнджери, проводили екскурсії та освітні заходи, пов'язані з екологічною освітою, обслуговували інформаційні пости та будівлі національного парку.

## Екологія

### Флора

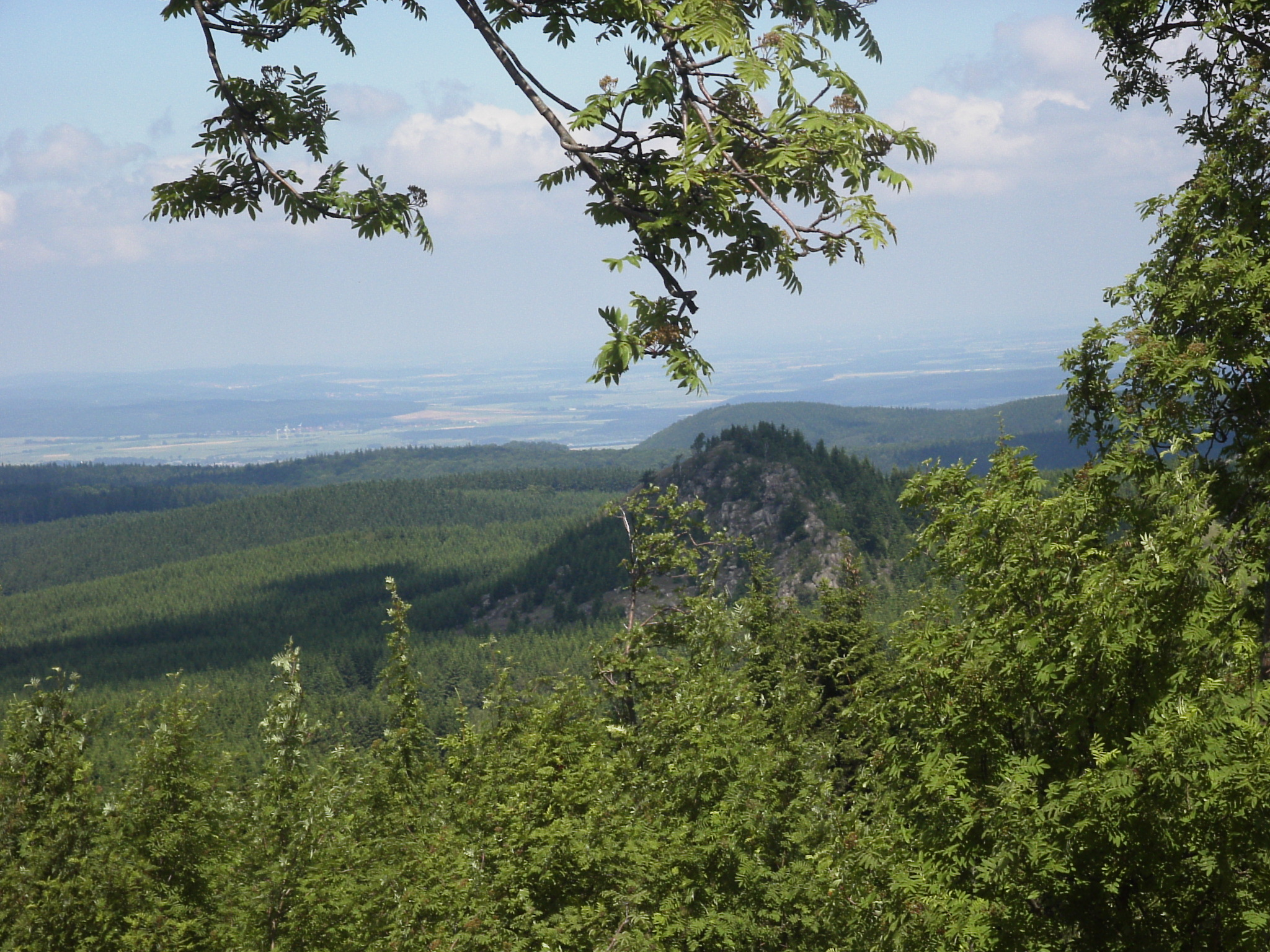
Вид на Шарфенштайн

Ліси вершин Гарцу становлять переважно звичайна ялина (Picea abies) і горобина (Sorbus aucuparia); листяні дерева починають переважати лише нижче 600 м вище рівня моря. Оскільки Гарц був частково вирубаний у 19 столітті через видобуток руди, графський лісничий Ганс Дітріх фон Зант'єр розробив концепцію відновлення лісів за допомогою швидкозростаючих ялин. Це призвело до фактичної монокультури ялини. Втім, сосни, завезені з інших регіонів, гірше справляються зі снігом і льодом і більш схильні до зараження жуком-короїдом.
82 % лісу становлять ялинники. Лише 12 % дерев становлять буки. Решту 6 % — такі породи, як дуб, горобина або береза (станом на грудень 2007 року).
У національному парку Гарц є різні зони рослинності. У субальпійській зоні вище 1050 м вище рівня моря лежить верхня межа ялин. Тут нерідко можна зустріти дерева віком понад 250 років, зігнуті вітром у химерні форми. Але переважають тут карликові чагарникові верески та верхові болота. Зона високогірної рослинності лежить між 750 м і 1050 м, тут переважає ялина. Ці райони можна знайти в околицях Ширке і Торфхаусу. У гірській зоні між висотами 450 м і 750 м та в передгірській зоні — рослинність із переважанням букових лісів. Сучасні букові насадження ростуть переважно на кислому ґрунті. Найпоширенішим типом є хайнсімсенський буковий ліс (Hainsimsen). На висотах понад 700 м традиційно переважали смереково-букові мішані ліси. Але в Гарці їх посадження скоротилися до кількох залишкових масивів, адже були значною мірою заміщені ялиною. У регіоні Ільзенбург монокультура ялини зустрічається навіть до 230 м вище рівня моря. У цих зонах ялина не є місцевою і внаслідок зміни клімату дедалі частіше страждає від нашестя короїда. Наразі Служба національних парків займається відновленням лісів на цих територіях, зокрема насадженням бука та клена, які раніше там домінували.
У Гарці поширена анемона Брокена (Pulsatilla alpina subsp. alba), яка в Німеччині росте лише на плато Брокен. Однак виживання виду опинилося під загрозою після возз'єднання Німеччини і відновлення туризму. Сад Брокен, ботанічний сад на вершині, займається головним чином охороною різноманіття рослин і відновленням території вершини.
Особливу природоохоронну цінність мають верхові болота. Їх збереженню сприяє те, що болота в парку зазнають меншого впливу людини, ніж рівнинні болота Нижньої Саксонії. Коли в Гарці виникав дефіцит деревини, місцеві жителі пробували скористатися болотним торфом, однак це нерентабельно через низьку теплотворну здатність торфу та вкрай вологий прохолодний клімат. Болота Гарцу мають міжнародне значення завдяки своїй самобутності та збереженій флорі.

### Тваринний світ

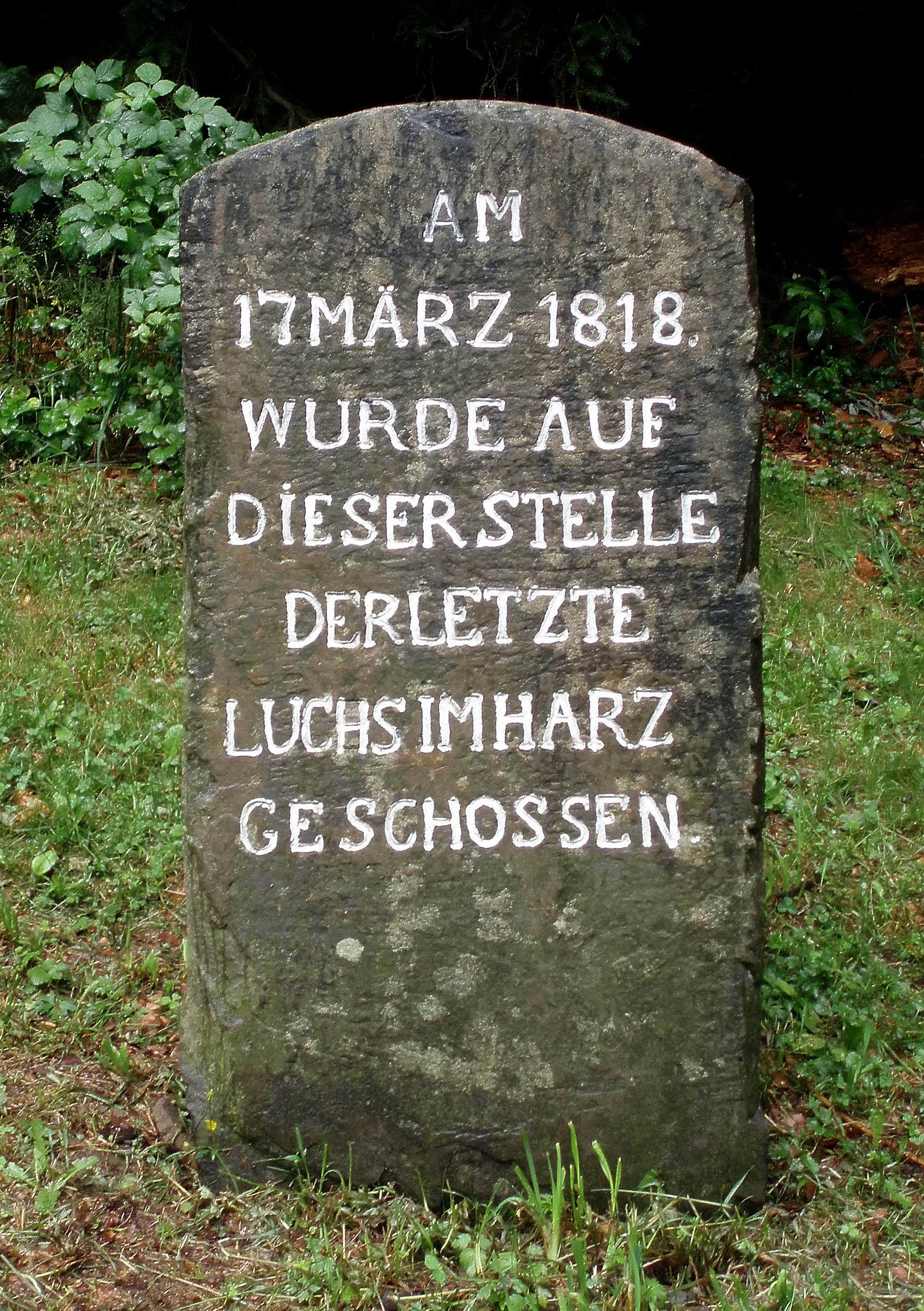
Камінь Рисі 1818 року

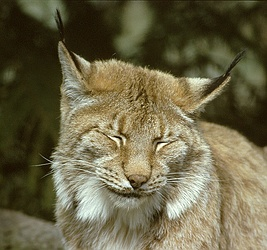
Рись — знову в дикій природі Гарца

Популяція рисі повернулася після повного знищення на початку 19 століття. Останнє повідомлення про успішне полювання на рись у Гарці датується 1818 роком. Під час одинадцятиденного полювання, в якому брали участь майже 200 осіб, у Лаутенталі виловили самця рисі. Так званий Камінь Рисі нагадує про успіх того полювання. У 1999 році прийняли рішення про реінтродукцію рисі. Тільки між 2000 і 2004 роками з програм розведення в зоопарках випустили 19 особин. Перед випуском у дику природу тварин готують у великому вольєрі, щоб акліматизувати їх до умов свободи. Крім того, біля лісового ресторану Національного парку на скелі Рабенкліппе є оглядовий вольєр, де відвідувачі парку можуть їх спостерігати зблизька. З 2002 року зареєстровано кілька випадків народження кошенят у дикій природі.
Іншим проєктом реінтродукції був глухар, який вимер у Гарці в 1920—1930 роках. Його повернення почалася ще в 1978 році. За ці роки виростили й випустили на волю близько 1000 птахів. Незважаючи на таку чисельність, популяція не стабілізувалась і через неуспішність проєкт закрили у 2003 році.
Зараз Гарц є одним із найважливіших середовищ існування диких котів у Німеччині. У Федеративній Республіці Німеччина він класифікується як такий, що перебуває під серйозною загрозою зникнення. Вважається, що дикий кіт у Гарці має стабільну популяцію. Він широко поширений у всьому регіоні, віддаючи перевагу теплішим, багатшим і більш різноманітним місцевостям (розташовані нижче листяні ліси з більшою доступністю їжі).
Благородний олень і косуля також є важливими видами в Національному парку Гарц.
Найпоширенішим інвазивним видом є ракун, але іноді трапляється і єнотовидний собака. Муфлон, якого у 1930-х роках заселили в різні райони Гарца з метою полювання, також зустрічається в парку.

### Екологічні проблеми

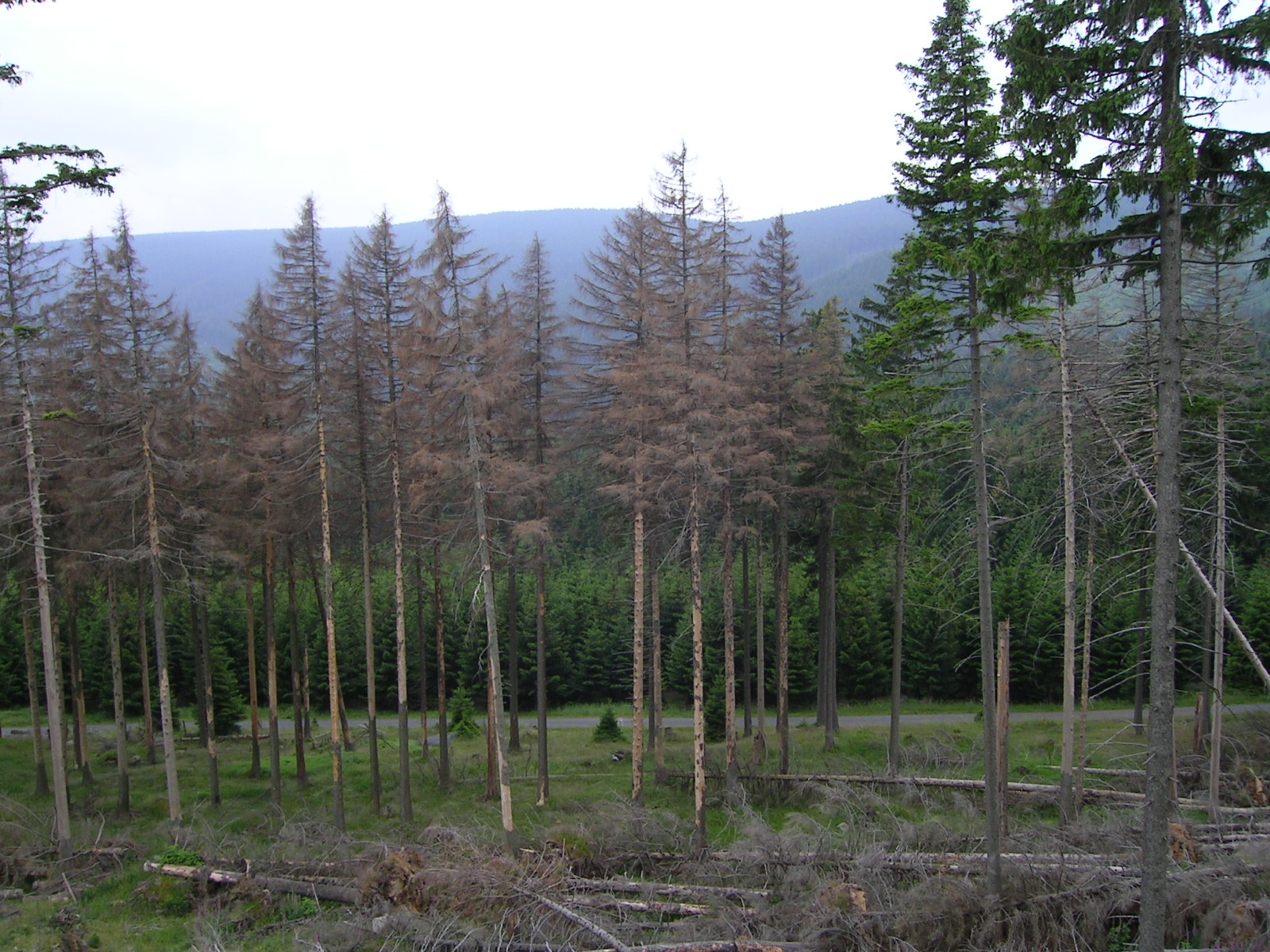
Дерева, пошкоджені жуком-короїдом

У ранні 2000-ні Національний парк Гарц постраждав від поширення жука-короїда, а також від кислотних дощів та інших екологічних проблем. Зміни клімату та глобальне потепління тут сприяло поширенню короїда.Серйозних руйнувань у регіоні також завдав ураган Кирилл: на широких площах були повалені насадження, особливо ялини.
У так званій зоні природного розвитку національного парку Гарц, яка оточує основну територію, там, де це необхідно, вживаються заходи проти короїда та закладаються плантації, щоб сприяти природному розвитку лісу. Звинувачення в тому, що в парку велися приватні чи державні полювання, виявилися безпідставними.

## Зонування

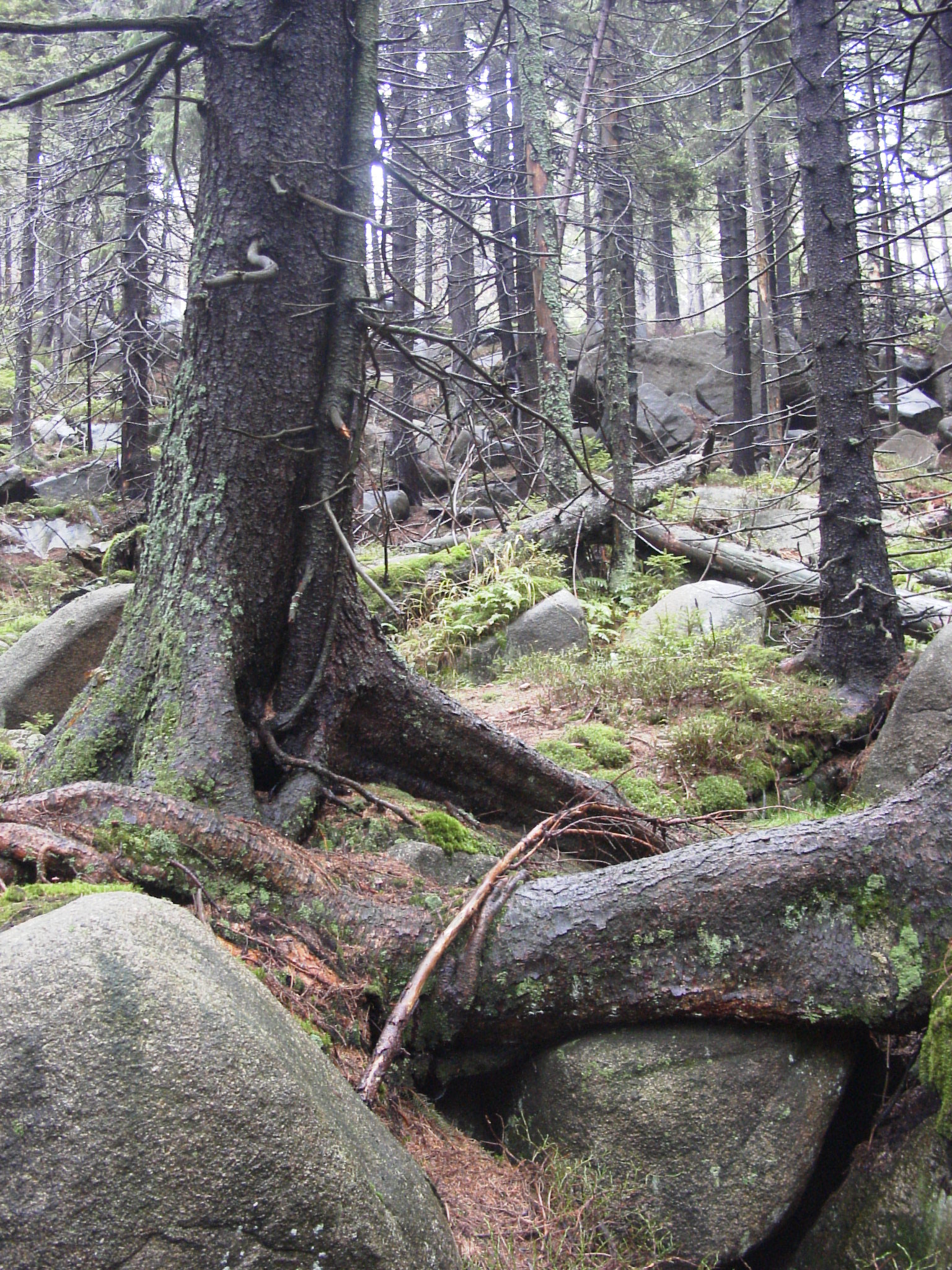
Древній ліс в національному парку

Національний парк Гарц визнано МСОП (Всесвітнім союзом охорони природи) як національний парк (охоронна територія II категорії в системі МСОП). Для цього, за правилами, не менше 75 % площі має складати зона природного біорізноманіття. У ній природа має бути повністю надана самій собі. Якщо ця пропорція не досягнута, регіон можна класифікувати як так званий національний парк, що розвивається, якщо буде оцінено, що він відповідає цим умовам протягом 30 років.
Гарц вважається національним парком, що розвивається. Зараз 60,3 % площі парку визначено як природне біорізноманіття. Метою адміністрації парку в 2007 році було перетнути 75 % поріг до 2020 року.
Нині 38,5 % площі парку — все ще зона природоохоронного розвитку. Тут проводяться заходи відповідно до концепції розвитку лісів. Їхня мета — перевести максимально можливу площу цієї зони розвитку в зону природного біорізноманіття.
Частина парку вважається зоною господарського використання. Це стосується важливих для туризму або культурно-історичних територій, таких як вершина Брокен або гірські луки. Тут також плануються природоохоронні заходи.
Крім того, в смузі шириною 500 метрів на краю національного парку вводяться заходи з охорони прилеглих територій.